# 霊山竹生嶋流
霊山竹生島流(りょうぜんちくぶしまりゅう)は、陸奥国伊達郡霊山（現・福島県伊達市）で伝承されたという竹生島流棒術の一派。
なお、現在は長崎で伝承されている庄内藩伝の竹生島流棒術とはかなり異なる。

## 起源
時代は不明だが、槍の名手であった榊山左京太夫(さかきやまさきょうだゆう)が竹生島で小太刀の名人と対峙した際、竹やぶに追い込まれ、全ての技を無効化されて矛先を切られ、絶体絶命の窮地に陥った時、瞬時の思いつきでそれまでの槍の遣い方を裏返して勝ちを取った事から始まったとされる。その逆転の発想から編み出した棒術を竹生嶋流と称した。
言い伝えに寄れば南北朝時代に北畠顕家が霊山城を築城した折り、北畠顕家にしたがって比叡山延暦寺より来た僧兵によって霊山にもたらされたという。
ただし、この言い伝えに歴史的な確証はなく、後述の清原森光によって霊山にもたらされたというのが史実である可能性が高い。（霊山は南北朝期の北畠顕家や落ち武者、隠れ里の逸話が多い地域で、そうした逸話と混同された可能性もある）

## 近現代
19世紀初めの文化年間、榊山左京太夫(さかきやまさきょうだゆう)伝の竹生嶋流棒術を修めた清原森光が霊山に寄留して棒術を指南した。このとき、霊山の斎藤佐右衛門に奥義を伝授したという。斎藤家ではこの竹生嶋流棒術を代々伝承し、明治維新頃に斎藤広吉と高橋熊次郎に伝授した。さらに斎藤広吉は大橋常蔵に、高橋熊次郎は菅野富雄に伝授し、この2人から棒術を伝授された菅野富家が伝承者となっている。菅野富家は、霊山地域に伝わる棒術が失伝することを憂い、この地域の伝書や型を収集・再編し、霊山竹生嶋流棒術と称した。また、菅野富家は菅野富雄の子であり、現顕武館道場師範で、霊山竹生嶋流棒術第九世宗家を称する。元福島県警察の柔道選手としても知られている。

## 現状
霊山竹生嶋流棒術は、日本古武道振興会主催の明治神宮奉納演武（日本古武道大会）にも参加している。
現在、発祥の地である伊達市霊山地域に継承者はいない。菅野富家の顕武館道場は1990年に創立、隣の福島市にある。ただし、霊山ライオンズクラブが主体となり、2006年12月18日に霊山竹生嶋流棒術健康会を組織した。同健康会では、霊山町の地域交流センター（伊達市立霊山中学校体育館）にて霊山竹生嶋流棒術教室を無料で開催している。2010年、鏡開きにて霊山にも免許皆伝者がでた。もっとも、免許皆伝者と言っても、一般的に知られる免許皆伝の定義と違い、流儀を指南する許可を得た人を指す模様である。現に同年、霊山神社に奉納された額によると、中傳までの名前が陳列されている。